# Piršenbreg
Piršenbreg je vas v Bizeljskem gričevju, v Občini Brežice. Spada h Krajevni skupnosti Globoko, cerkvenoupravno pa pod Župnijo Pišece. Razložena vas v južnem delu Bizeljskega leži na slemenih in pobočjih gričevja, ki so ga razrezali potoki Gabernica, Trsnjak in Zevnikov potok. Na severu je zaselek Roviše, na vzhodu pa Slopno. V dolini potoka Trsnjaka se nahaja zaselek Dolé. Jugovzhodno od Dolóv v dolini se nahaja Piršenski ribnik, ki je ovalne oblike in je dolg 150 m in širok 70 m. Nižje od njega se nahaja še pet ribnikov. V dolinah so predvsem vlažni travniki, v sušnejših legah tudi njive. Na prisojah je precej vinogradov, severna pobočja pa so porasla z listnatim gozdom.
Krajevna cerkev sv. Barbare stoji v Rovišah na ozemlju sosednje vasi Blatno. Zgrajena je bila v 17. stoletju in ima zlat glavni oltar.
V vasi se je rodil Mihael Umek, stolni župnik in kanonik v Mariboru.

## Ime
Ime kraja po nepreverjeni domnevi izhaja iz nemškega glagola pirschen v naslednjem pomenu:
- France Tomšič, Nemško-slovenski slovar, zbirka Slovarji Državne založbe Slovenije, DZS, 1980.

- Pirsch f (-) zalaz (lov.)
- pirschen (du pirsch[e]st; h. ge-t) zalesti, zalezovati (na lovu)
- Pirsch | hund m lovski pes, ptičar
- Pirsch | pulver n lovski smodnik

- France Tomšič, Nemško-slovenski slovar, Ljudska knjigarna, Ljubljana, 1944.

- Pirsch, Birsch f (-) lov; p- - en (h. ge-t) loviti; zasledovati
- Birsch, Pirsch f (-) lov; b- - en (h. ge-t) loviti; streljati

- Doris Debenjak, Nemško-slovenski in slovensko-nemški slovar, Cankarjeva založba, Ljubljana, 1974.

- Pirsch f lov m; preža f

## Zgodovina
V Krajevnem leksikonu Dravske banovine iz leta 1937 sta poleg že navedenih zaselkov omenjena še Črnile in Sveta Barbara.
Jeseni leta 1941 so Nemci od tu izselili 41 družin in nastanili Kočevarje.
V 60. letih je v vasi kupila zemljišče Lovska družina Globoko. Leta 1976 so slavnostno odprli nov lovski dom.

## Prebivalstvo
Število prebivalcev po letih:
| Leto        | 1869 | 1880 | 1890 | 1900 | 1910 | 1931 | 1948 | 1953 | 1961 | 1971 | 1981 | 1991 | 2002 | 2021 | 2024 |
| ----------- | ---- | ---- | ---- | ---- | ---- | ---- | ---- | ---- | ---- | ---- | ---- | ---- | ---- | ---- | ---- |
| Prebivalcev | 293  | 274  | 311  | 341  | 361  | 353  | 327  | 329  | 303  | 293  | 267  | 243  | 265  | 259  | 252  |

Etnična sestava 1991:
- Slovenci: 225 (92,6 %)
- Makedonci: 1
- Neznano: 17 (7 %)

## Galerija
- Zaselek Sveta Barbara
- Zaselek Dole
- Piršenski ribnik
- Lovski dom Globoko